# 기독교역사연합

기독교역사연합(네덜란드어: Christelijk-Historische Unie)은 1908년부터 1980년까지 활동한 네덜란드의 정당이다. 개신교 성향이 강했지만 반혁명당과 달리 중도좌파 노선을 취했다. 1980년 가톨릭민주당, 반혁명당과 합당해 기독교민주당 아펠로 재창당됐다.